# Streifen-Zwergohreule
Die Streifen-Zwergohreule oder auch Streifenohreule (Otus brucei) ist eine der Zwergohreule (Otus scops) sehr ähnliche Art, deren Verbreitungsgebiet vor allem im Nahen und Mittleren Osten liegt. Es werden vier Unterarten beschrieben, von denen Otus bucei exiguus in der Südosttürkei und gelegentlich an der östlichen Mittelmeerküste vorkommt. Sie wurde zu Ehren vom US-amerikanischen Priester Henry James Bruce (1835–1909) benannt.

## Merkmale
Die Streifen-Zwergohreule misst etwa 20 bis 21 Zentimeter, ist also geringfügig größer als die Zwergohreule. Die Spannweite liegt zwischen 54 und 64 Zentimetern. Grundfärbung ist ein helles, rindenartiges Braungrau. Rostbraune Federpartien, die für die Zwergohreule typisch sind, weisen Streifenohreulen nicht auf. In diese Grundfärbung sind unregelmäßige, feine, dunkle, oft fadenartig dünne Längsstriche eingelassen. Die Unterseite ist eher rahmfarben, auch sie ist fein schwarz längsgestrichelt. Der helle Gesichtsschleier ist dunkel gerandet, die Iris ist gelb. Im Flug fällt eine helle Bänderung der Schwungfedern auf, doch ist diese niemals so deutlich ausgeprägt wie bei der Zwergohreule. Die Federohren sind nur in Erregungssituationen erhoben. Die Geschlechter unterscheiden sich weder in Größe noch in der Färbung. Jungvögel sind insgesamt blasser gefärbt, aber auch sie sind feldornithologisch kaum von ausgefärbten Individuen zu unterscheiden.
Die Streifen-Zwergohreule ist nur mit der Zwergohreule (Otus scops) zu verwechseln, mit der sie in einigen Teilen ihres westlichen Verbreitungsgebietes sympatrisch vorkommt. Bestes Unterscheidungsmerkmal ist der deutlich unterschiedliche Ruf, der bei der Zwergohreule wie ein monotoner, relativ heller Peilton klingt, bei der Streifenohreule aber ein tiefes, hohles, an den Ruf der Hohltaube erinnerndes Buh ist. Die helle Ruffolge der Zwergohreule ist bedeutend langsamer als die der Schwesterart, deren Rufintervall etwa eine Sekunde beträgt.
Im Aussehen sind die beiden Arten sehr ähnlich. Beste Unterscheidungsmerkmale sind die insgesamt hellere Grundfärbung, insbesondere der sehr helle Gesichtsschleier, sowie das Fehlen von Rostbrauntönen bei der Streifen-Zwergohreule. Die dunkelste und am meisten der Zwergohreule gleichende Unterart ist O. b. exiguus.

## Verbreitung und Lebensraum

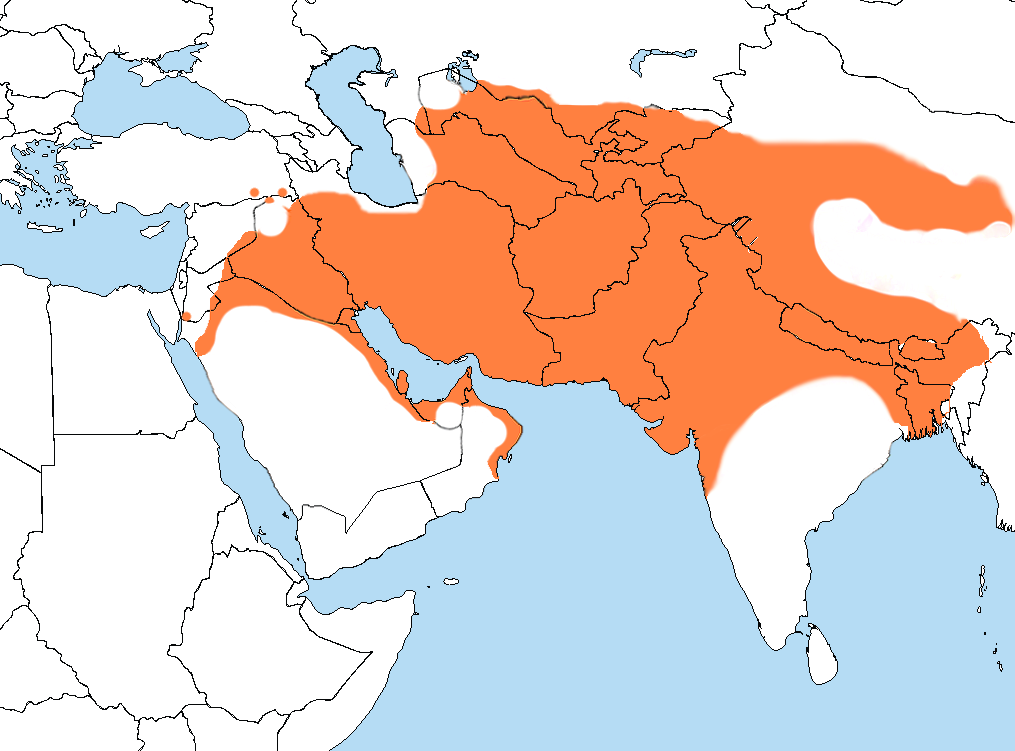
Brutgebiet der Streifen-Zwergohreule
Die Überwinterungsgebiete liegen im südlichen Bereich der Brutgebiete, beziehungsweise südlich und südwestlich davon.

Streifenohreulen sind im Nahen und Mittleren Osten, im südlichen Zentralasien sowie in Afghanistan, Pakistan und Nordindien verbreitet. Die westlichsten Verbreitungsinseln liegen in der südöstlichen Türkei, im Osten werden die westlichen Grenzgebiete der Mongolei erreicht. Die südöstlichsten bekannten Vorkommen liegen im Grenzgebiet zwischen Bangladesch und Myanmar.
In diesem großen Verbreitungsgebiet bewohnt die Art vor allem Pappel-, Weiden- und Tamariskengehölze entlang von Flussläufen. Wenn ausreichend Höhlenbäume vorhanden sind, kommen Streifenohreulen aber auch in agrarisch genutzten Gebieten, vor allem in Weingärten, Obstplantagen und Dattelhainen, sowie in großen Parks und Friedhöfen vor.

### Wanderungen
In den meisten Bereichen ihres Verbreitungsgebietes ist die Streifenohreule ein obligater Zugvogel. Nur die weit im Süden brütenden Vögel scheinen mehrheitlich Standvögel zu sein. Die Überwinterungsgebiete liegen in Unterägypten, an der östlichen Mittelmeerküste, im Süden der Arabischen Halbinsel, sowie generell in den südlichen Bereichen des Brutgebietes. Die Zugdistanzen liegen zwischen 2500 und 4500 Kilometern.

## Nahrung und Nahrungserwerb
Streifenohreulen ernähren sich hauptsächlich von Insekten wie nachtschwärmenden Schmetterlingen, Käfern, Zikaden, Heuschrecken und Grillen. Gelegentlich werden auch kleine Eidechsen, kleine Singvögel, Fledermäuse und kleine Nagetiere wie Mäuse und Rennmäuse erbeutet. Die Mehrzahl der Beute wird im Fluge erjagt; kleinere Beutetiere werden sofort gefressen, größere zu einem Rastplatz getragen und dort als ganzes verschluckt oder zerteilt. Bodenlebende Tiere werden oft von einem Ansitz aus erspäht und nach einem kurzen Stoßflug am Boden geschlagen. Streifenohreulen sind vor allem Nachtjäger, während der Brutzeit können sie aber auch in den frühen Vormittagsstunden und bereits am späten Nachmittag jagend angetroffen werden.

## Brutbiologie
Detaillierte Angaben zur Brutbiologie fehlen. Wahrscheinlich wird die Streifenohreule am Ende ihres ersten Lebensjahres geschlechtsreif. Die Brutzeit beginnt in den südlichen Gebieten im Februar und währt bis in den Mai. Das Gelege besteht aus 4-5 (2-6) Eiern; diese werden üblicherweise in einer verlassenen Spechthöhle, in natürlichen Halbhöhlen, aber auch in Felsnischen, gelegentlich sogar unter Dachvorsprüngen bewohnter Häuser abgelegt. Selten werden auch Elsternnester als Nistplatz gewählt. Über Brutdauer und Nestlingszeit liegen keine Informationen vor.

## Bestandssituation
Genaue Bestandsanalysen zur Art liegen nicht vor. In weiten Bereichen ihres Verbreitungsgebietes scheint sie jedoch recht häufig vorzukommen. Die IUCN listet sie als nicht gefährdet. Die Bestände in der Südosttürkei scheinen hingegen stark zu schrumpfen, sodass BirdLife Europe die Bestandssituation mit CR (critically endangered – stark gefährdet) einstuft.